# 庸軒流
庸軒流（ようけんりゅう）は、藤村庸軒を流祖と仰ぐ茶道の流派の総称。初期の伝承系譜によって大きくいくつかの派に分けられるほか、地域ごとに継承の伝統がある。

## 歴史と系譜
藤村庸軒は、久田家初代の久田宗栄の次男で、呉服商十二屋の藤村家に養子に入ったとされる（異説あり）。千宗旦のもとで皆伝を受け宗旦四天王の一人に数えられた。藤村庸軒の門人には茶に優れた人が多く、それぞれの系譜が伝わっている。そのうち現在まで伝わっているのが藤村正員、近藤柳可、比喜多宗積の流れである。
藤村家の本家十二屋は庸軒長男の恕堅から、途中養子を取りながら継承されたが、茶の系譜としては恕堅と松軒のみで絶えている。
| 代 | 名           | 生没年月日                 | 備考                      |
| -- | ------------ | -------------------------- | ------------------------- |
|    | 藤村宗徳     | 不詳-1597年4月28日         |                           |
|    | 藤村宗佐     | 1576年-1636年6月16日       |                           |
| 初 | 藤村庸軒     | 1613年9月1日-1699年9月17日 | 養子で久田宗栄の次男か    |
| 二 | 藤村恕堅     | 1638年-1699年9月7日        |                           |
|    | 藤村恕求     | 1656年-1704年8月27日       |                           |
|    | 藤村柳元     | 不詳-1726年2月11日         | 養子で庸軒の4男、医師     |
| 三 | 藤村松軒     | 不詳-1784年2月30日         |                           |
|    | 藤村源右衛門 | 不詳-1790年7月13日         | 養子で恕堅の2男芳隆の子か |
|    | 藤村源兵衛   | 不詳-1768年9月24日         |                           |
|    | 藤村源之丞   | 不詳-1838年3月5日          | 源兵衛の実弟              |

### 藤村正員の流れ
藤村正員は庸軒の次男で、大阪の関東屋の養子となった。正員は一生のあいだ病身であったため、茶道のみを楽しみに暮らしていたとされる。関東屋は庸軒の叔父の藤村紹和を元祖とする縁戚であり、養子による継承を重ねて正斎のあと一時断絶したがのちに再興した。藤村正斎のあと茶道は明福寺住職の観山によって盛り立てられ、中興と称されている。この系譜は藤村正員派と呼ばれており、現在は京都で伝承されている。
藤村正員の門人に斎藤道節（1684年～1766年）という人があり、元は大阪の人だがのちに江戸で庸軒流を広めた。この系譜が庸軒流華道とともに東京で伝わっていたが、茶道については昭和初期に絶えた。
| 代   | 名         | 生没年月日            | 備考                         |
| ---- | ---------- | --------------------- | ---------------------------- |
| 二   | 藤村正員   | 1650年-1733年7月28日  | 庸軒の2男                    |
|      | 藤村芳隆   | 1672年-1736年5月11日  | 養子で恕堅の2男              |
| 三   | 藤村正斎   | 1684年-1755年2月7日   | 泉州津久尾の角野家からの養子 |
| 四   | 観山       | 1716年-1785年12月25日 | 明福寺住職                   |
| 五   | 白井温古斎 | 不詳                  |                              |
| 六   | 白井観徳斎 | 不詳-1870年9月4日     |                              |
| 七   | 白井観夢斎 | 不詳                  | 伝不詳                       |
| 八   | 嘉晶       | 不詳                  | 伝不詳                       |
| 九   | 風月庵照快 | 1837年-1917年9月3日   | 冷泉為理の娘                 |
| 十   | 島村素元   | 1871年-1963年5月4日   |                              |
| 十一 | 教誉祐宏   | 1926年-               |                              |

### 近藤柳可の流れ
近藤柳可は津藩藤堂家の依頼により津に赴き茶頭を勤めた人で、以来近藤家は代々藤堂家において指南役を務めてきた。近藤家の8代柳可の後は、津の河野宗通と東京の村口無庵の系譜に分かれ、さらに東京で菅森夢菴の系譜がわかれて現在3系統が伝わっている。これらをまとめて近藤柳可派と称している。
| 代   | 名       | 生没年月日           | 備考         |
| ---- | -------- | -------------------- | ------------ |
| 初   | 近藤柳可 | 不詳-1726年11月8日   |              |
| 二   | 近藤柳因 | 不詳-1731年7月3日    |              |
| 三   | 近藤仙可 | 不詳-1733年11月23日  | 柳因の弟     |
| 四   | 近藤柳可 | 不詳-1756年2月23日   |              |
| 五   | 近藤柳佐 | 不詳-1811年8月2日    |              |
| 六   | 近藤柳可 | 不詳-1822年12月23日  |              |
| 七   | 近藤柳佐 | 不詳-1879年1月17日   |              |
| 八   | 近藤柳可 | 1826年-1902年7月3日  |              |
| 九   | 河野宗通 | 1833年-1913年10月2日 | （津）       |
| 十   | 金丸宗佶 | 1869年-1911年6月3日  |              |
| 十一 | 小島明軒 | 1882年-1965年7月29日 |              |
| 九   | 村口無庵 | 1844年-1912年6月26日 | （東京）     |
| 十   | 村口小賢 | 不詳                 | 村口無庵の妻 |
| 十一 | 山下軒芳 | 不詳-1946年4月13日   |              |
| 十二 | 山下白庸 | 不詳-                |              |
| 十   | 菅森夢菴 | 1875年-1963年6月24日 | （横浜）     |
| 十一 | 菅森岱菴 | 1891年-              | 菅森夢菴の妻 |

### 比喜多宗積の流れ
比喜多宗積は屋号を大文字屋という京都の豪商で、日野肩衝を始めとする名物を所蔵していたことでも知られる。5代中田疎軒は江州堅田の辻氏から養子になった人で、多くの門人があり幕末の京都茶道界で一世を風靡した。7代月山は妙心寺537世で桂春院に住し、石河中軒・長谷川諦観・幽玄庵道契といった門弟を育てた。これによってそれぞれの系譜に分かれたが、これらをまとめて比喜多宗積派と称している。
| 代   | 名         | 生没年月日            | 備考                          |
| ---- | ---------- | --------------------- | ----------------------------- |
| 二   | 比喜多宗積 | 不詳-1714年7月20日    |                               |
| 三   | 比喜多木仙 | 不詳-1762年10月19日   |                               |
| 四   | 比喜多元達 | 1748年-1818年11月2日  |                               |
| 五   | 中田疎軒   | 1772年-1857年7月9日   |                               |
| 六   | 大珠院固巌 | 1786年-1871年1月27日  |                               |
| 七   | 桂春院月山 | 1817年-1886年12月15日 |                               |
| 八   | 石河中軒   | 1861年-1929年1月27日  | （岐阜）                      |
| 九   | 石河長軒   | 1893年-1969年2月4日   |                               |
| 十   | 石河峯軒   | 1926年-               |                               |
| 八   | 長谷川諦観 | 1836年-1910年10月25日 | （大阪）                      |
| 九   | 岩村松軒   | 1869年-1942年1月6日   | 華道遠山古流3世               |
| 十   | 岩村松軒   | 1910年-1944年         | 華道遠山古流4世               |
| 十一 | 岩村松軒   | 1914年-1961年3月31日  | 華道遠山古流5世               |
| 十二 | 中尾宗軒   | 1903年-1971年1月25日  | 華道遠山古流6世               |
| 十一 | 中村梅軒   | 1925年-1997年8月25日  | 9代岩村松軒の門人中村梅軒の孫 |
| 十二 | 中村瑞軒   | 1929年ｰ               | 隠居                          |
| 十三 | 柿本梅軒   | 1952年ｰ               | (好日庵）当代                 |

### その他
北村祐庵（1650年～1719年）は江州堅田の豪農で、会席料理と造庭に通じ、幽庵焼きなどにその名を残している。北村家代々で伝承していたが、1913年に9代にあたる辻紹久が没して絶えた。
山本退庵もまた江州堅田の人で、米川流香道にも通じていた。茶の系譜としては京都西洞院の矢倉家に伝えられて代々伝承してきたが明治になって絶えた。
横井等甫（1639年～1725年）は京都中立売の豪商で、米川流香道にも通じていた。その後、久保又夢、久保可隆、中村範寿と伝えられているが、幕末を待たずに絶えていると考えられる。
久須美疎安（1636年～1728年）は京都の人で、藤村庸軒の婿である。『茶話指月集』の著者として有名であり、はじめは千宗旦の門人であったことから、宗旦四天王の一人に数えられることもある。